# Семпрония (сестра Гракхов)
Семпрония (лат. Sempronia; после 164 — после 101 гг. до н. э.) — римская матрона, сестра Тиберия и Гая Семпрониев Гракхов, жена Публия Корнелия Сципиона Эмилиана.

## Биография
Семпрония принадлежала к аристократическому плебейскому роду, впервые упоминающемуся в консульских фастах под 304 годом до н. э. Она была дочерью Тиберия Семпрония Гракха, консула 177 года до н. э., и Корнелии. Родным дедом Семпронии по матери был Публий Корнелий Сципион Африканский, двоюродным — Луций Эмилий Павел Македонский; её родными братьями были знаменитые народные трибуны Гай и Тиберий Семпронии Гракхи.
Точная дата рождения Семпронии неизвестна. Брак Гракха и Корнелии анналисты датировали 180-ми годами до н. э., но уже Тит Ливий сомневался в правдоподобности таких датировок. Исследователи, опираясь на свидетельства Полибия и Плутарха, уверены, что этот брак был заключён существенно позже — между 165 и 162 годами до н. э. Фридрих Мюнцер считает, что Семпрония родилась вскоре после 164 года до н. э. Она могла быть самой старшей из двенадцати детей или, по крайней мере, из шести дочерей в этой семье.
Отец Семпронии к моменту её рождения был уже пожилым человеком (он родился приблизительно в 220 году до н. э. и был старше супруги на 30 с лишним лет); он умер во второй половине 150-х годов до н. э. Корнелия осталась вдовой с двенадцатью детьми, из которых до взрослых лет дожили только трое: Семпрония, Тиберий и Гай. Руки Корнелии просили многие знатные римляне и даже египетский царь, но она посвятила свою жизнь воспитанию детей.
Семпрония стала женой своего двоюродного брата по усыновлению и двоюродного брата по крови Публия Корнелия Сципиона Эмилиана, который был старше её более чем на 20 лет. Предположительно этот брак был заключён между 150 и 148 годами до н. э. и оказался неудачным — в первую очередь из-за отсутствия детей
Аппиан пишет об отношениях между супругами: «…Она… не пользовалась его любовью, да и сама не любила его». Кроме того, с определённого момента между ней и мужем должны были накапливаться разногласия из-за брата Семпронии — Тиберия Гракха. Последний в юности принадлежал к окружению Сципиона Эмилиана, но, когда Гракх смог спасти римскую армию в Ближней Испании, заключив договор с Нумантией, а сенат отказался этот договор утвердить, Сципион Эмилиан не стал поддерживать своего шурина. Убийство Тиберия Гракха врагами его законодательных инициатив получило со стороны Сципиона одобрение. Ввиду всего этого, когда Сципион внезапно умер (129 год до н. э.), одной из версий случившегося стала версия убийства. Некоторые источники уверенно заявляют, что Семпрония убила своего мужа, действуя по указанию матери.
Семпрония пережила и своего младшего брата. Она была жива ещё в 102 или 101 году до н. э., когда ей пришлось давать показания относительно Луция Эквиция, выдававшего себя за сына Тиберия Гракха. На форуме она не подчинилась кричащей толпе, требовавшей, чтобы Семпрония поцеловала самозваного племянника, и, по словам Валерия Максима, «оттолкнула это чудовище».

## В художественной литературе
Семпрония стала персонажем романа Милия Езерского «Гракхи».